# هاوتوبايسك
هاوتوبايسك (بـالإنجليزية: HowToBasic) هي قناة يوتيوب كوميدية، مع أكثر من 16,8 مليون مشترك. صانع الفيديوهات لا يتكلم أو يظهر وجهه ويبقي هويته سرا. يقوم بنكت ساخرة متنكرا بهيئة دروس تعليم كيفية القيام بمجموعة من الأمور  اكتسبت القناة شعبية في عام 2013.

## روابط خارجية
- هاوتوبايسك على موقع IMDb (الإنجليزية)
- هاوتوبايسك على موقع كينوبويسك (الروسية)